# Lista de presidentes de Região de Múrcia
O Presidente da Região de Múrcia é o chefe do governo desta região. É eleito pelos deputados da Assembléia Regional de Múrcia e tem que ser membro desta. É o representante político da Comunidade e chefe do Conselho de Governo, que ele mesmo nomeia.
Também é ele que convoca as eleições nos términos que prevê a lei reguladora do Regime Eleitoral Geral.
| Nº | Nome                          | Início | Fim        | Partido |
| -- | ----------------------------- | ------ | ---------- | ------- |
| 1. | Antonio Pérez Crespo          | 1978   | 1979       | UCD     |
| 2. | Andrés Hernández Ros          | 1979   | 1984       | PSOE    |
| 3. | Carlos Collado                | 1984   | 1993       | PSOE    |
| 4. | María Antonia Martínez García | 1993   | 1995       | PSOE    |
| 5. | Ramón Luis Valcárcel          | 1995   | 2014       | PP      |
| 6. | Alberto Garre                 | 2014   | 2015       | PP      |
| 7. | Pedro Antonio Sánchez         | 2015   | 2017       | PP      |
| 8. | Fernando López Miras          | 2017   | Atualidade | PP      |